# Carmine Appice
 (décembre 2008).
Si vous disposez d'ouvrages ou d'articles de référence ou si vous connaissez des sites web de qualité traitant du thème abordé ici, merci de compléter l'article en donnant les références utiles à sa vérifiabilité et en les liant à la section « Notes et références ».
Carmine Appice, né le 15 décembre 1946 à Brooklyn (New York), est un batteur américain. Il est notamment connu pour avoir fait partie de Vanilla Fudge, de Cactus, de Beck, Bogert and Appice et pour avoir accompagné Rod Stewart et Ted Nugent. Il a aussi joué sur l'album A Momentary Lapse of Reason de Pink Floyd sur la chanson The Dogs of War. 
Il se classe à la 28ème place du classement des 100 meilleurs batteurs de tous les temps du magazine Rolling stone.

## Biographie
Appice accède à la notoriété à la fin des années 1960, en tant que percussionniste du quatuor de rock psychédélique Vanilla Fudge. Appice et le bassiste Tim Bogert contribuent alors à construire les harmonies de base du groupe. Après cinq albums, les deux musiciens quittent la formation pour créer Cactus, avec au chant Rusty Day et à la guitare Jim McCarty, un ancien collaborateur de Mitch Ryder and the Detroit Wheels et du Buddy Miles Express. Appice et Bogert quittent Cactus pour rejoindre Jeff Beck au sein du power trio Beck, Bogert and Appice.
Carmine Appice fait ensuite partie du groupe qui accompagne Rod Stewart. Il joue et coécrit plusieurs succès de Stewart, comme Da Ya Think I'm Sexy? et Young Turks. Il rejoint le supergroupe KGB, composé de Ray Kennedy, Ric Grech, Mike Bloomfield et Barry Goldberg, et fait des sessions d'enregistrement pour Paul Stanley, Stanley Clarke, Ted Nugent et Pink Floyd. Il fait en outre des apparitions au sein des groupes King Kobra et Blue Murder avec John Sykes. Bien que n'ayant pas participé à l'enregistrement de l'album Bark at the Moon d'Ozzy Osbourne, il apparait dans le clip du morceau éponyme et joue sur une partie de la tournée qui s'ensuit.
Sa musique est influencée par la frappe connotée jazz de Buddy Rich et Gene Krupa, combinée à un solide entrainement en percussions classiques. Au-delà de son excellence à garder le rythme, Appice est aussi connu pour son sens de la scène, qui inclut le jonglage avec ses baguettes et des effets de double pédale à la grosse caisse.
Depuis 2003, Appice entretient une relation avec Leslie Gold, personnalité radiophonique de New York. Ils vivent tous deux entre New York et Los Angeles.
En mars 2009, il apparaît comme invité pour les trois concerts que donne Christophe à l'Olympia de Paris, revisitant à l'occasion le titre
les Marionnettes joué en rappel façon jazz metal.

## Famille
D'origine italienne, il est le frère de Vinny Appice, lui aussi batteur professionnel. Leur nom se prononce "Apitché".

## Engagement philanthropique
En 2005, Appice décide de soutenir Little Kids Rock, une organisation à but non lucratif qui dispense des leçons de musique et distribue gratuitement des instruments aux enfants des écoles publiques à travers les États-Unis. Il a personnellement livré des instruments à des enfants bénéficiaires du programme, joué pour des concerts de charité et occupe, au sein du bureau de l'organisation, un poste de membre honoraire.

## The Realistic Rock Drum Method
Dans les années 1970, Carmine Appice fait publier un manuel d'apprentissage de la batterie intitulé The Realistic Rock Drum Method (littéralement, « la méthode réaliste de batterie rock »). L'ouvrage aborde les rythmes et polyrythmes basiques de la musique rock, les rudiments de linéarité et de groupement, propose des exercices de charleston et de double grosse caisse et des rythmes en shuffle. Vendue à plus de 300 000 exemplaires et également disponible en DVD, cette méthode est aujourd'hui l'une des plus vendues au monde. Appice fut aussi le premier batteur de rock à diriger des master classes sur des campus de lycées, dans des salles de spectacle et des magasins de batterie de par le monde.

## Équipement
- Batterie : DDrum.
- Cymbales : Istanbul Mehmet.
- Peaux : Evans.
- Baguettes : Vic FIRTH.

## Discographie

### Vanilla Fudge
- Vanilla Fudge (1967)
- The Beat Goes On (1968)
- Renaissance (1968)
- Near the Beginning (1969)
- Rock & Roll (1970)
- Mystery (1984)

### Cactus
- Cactus (1970)
- One Way...Or Another (1971)
- Restrictions (1971)
- 'Ot 'n' Sweaty (1972)
- Cactus V (2006)

### Jan Akkerman
- House of the king et Lammy sur Tabernakel (1973)

### Beck, Bogert and Appice
- Beck, Bogert and Appice (1973)
- Live in Japan (1974)

### KGB
- KGB (1976)
- Motion (1976)

### Paul Stanley
- Paul Stanley (1978)

### Carmine Appice
- Carmine Appice (1981)

### King Kobra
- Ready to Strike (1985)
- Thrill of a Lifetime (1986)
- King Kobra III (1988)
- Hollywood Trash (2001)

### Blue Murder
- Blue Murder (1989)
- Nothin' But Trouble (1993)

### Mothers Army
- Mothers Army (1993)

### Carmine Appice's Guitar Zeus
- Carmine Appice's Guitar Zeus (1995)
- Carmine Appice's Guitar Zeus II (2001)

### Travers & Appice
- It Takes A Lot Of Balls (2004)
- Live At The House Of Blues (2005)
- Bazooka (2006)

### Pink Floyd
- The Dogs of War sur A Momentary Lapse of Reason (1987

### Christophe
- Aimer ce que nous sommes

### Ted Nugent
- Nugent (1982)